# Eickener Straße 86 (Mönchengladbach)

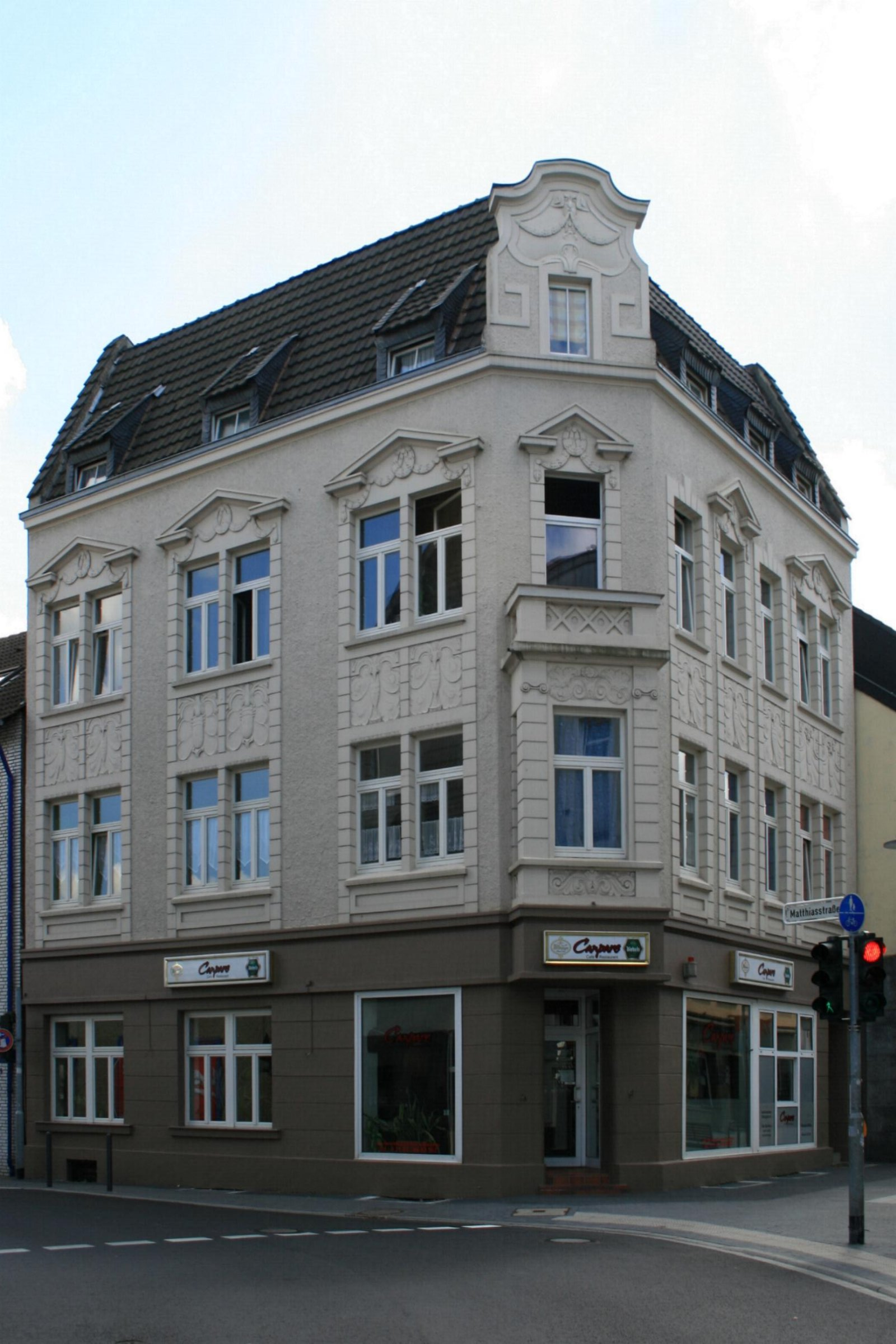
Wohngeschäftshaus (2010)

Das Wohngeschäftshaus Eickener Straße 86  steht im Stadtteil Eicken in Mönchengladbach (Nordrhein-Westfalen).
Das Haus wurde 1906 erbaut. Es ist unter Nr. E 008 am 26. Januar 1989 in die Denkmalliste der Stadt Mönchengladbach eingetragen worden.

## Architektur
Das 1906 errichtete Gebäude liegt als markante Eckbebauung im Schnittpunkt Eickener und Matthiasstraße im alten Eickener Ortskern.
Es handelt sich um ein traufenständiges, im rechten Winkel mit einachsiger Schräge abgeknicktes, dreigeschossiges, vielachsiges Gebäude mit Satteldach. Über dem ausgeprägten Kranzgesims das Satteldach mit je drei schmalen Schleppgauben auf jeder Straßenseite.